# Larkin Poe
Larkin Poe ist eine US-amerikanische Roots-Rock-Band aus Atlanta, Georgia. Begründer der Band sind die Schwestern Rebecca Lovell (* 30. Januar 1991) und Megan Lovell (* 12. Mai 1989). Aufgrund des Musikstils, welcher an Southern Rock, Blues und Folk orientiert ist und sich durch den Gebrauch starker Gitarrenriffs und Slide-Gitarren auszeichnet, wurden sie auch als die „kleinen Schwestern der Allman Brothers“ bezeichnet.
Seit der Gründung trat Larkin Poe auch als Begleitband für eine Reihe anderer Bands und Musiker auf, darunter Elvis Costello, Keith Urban und Conor Oberst.

## Geschichte
Im Jahr 2005 starteten Rebecca und Megan ihre Karriere mit der Akustikband Lovell Sisters, an der auch ihre ältere Schwester Jessica beteiligt war. Nach zwei selbst veröffentlichten Alben trat die Band vier Jahre lang erfolgreich auf verschiedenen Veranstaltungen auf. 2009 gaben die Lovell Sisters jedoch ihre Auflösung bekannt. 
Im Jahr 2010 gründeten Rebecca und Megan die Band Larkin Poe, die zunächst vier EPs mit Songs zu allen Jahreszeiten vorlegte. Im Jahr 2013 wurden sie vom Label RH Music unter Vertrag genommen, woraufhin die Arbeiten zu ihrem ersten Album KIN begannen.
Seitdem veröffentlichte Larkin Poe drei weitere Studioalben (Reskinned, Peach und Venom & Faith). Ihr drittes Album Peach brachte die Band selbst heraus; es wurde von der Blues Foundation für den Preis als Best Emerging Artist nominiert. Das vierte Album Venom & Faith, das am 9. November 2018 erschien, erreichte noch im selben Monat den ersten Platz der Billboard-Charts in der Kategorie Blues. Am 20. November 2019 erhielt das Album eine Grammy-Nominierung in der Kategorie Best Contemporary Blues Album. 2021 hatten sie einen Gastauftritt auf Hardware, dem 3. Soloalbum von Billy Gibbons mit dem gemeinsamen Lied Stackin' Bones.
2024 gewann Larkin Poe  mit dem Album Blood Harmony die Grammy-Auszeichnung für das beste zeitgenössische Blues-Album. Am 20. September desselben Jahres erschien ihre neue Blues-Rock-Komposition If God Is a Woman bei Spotify u. a. zusammen mit dem Video auf YouTube. Das zugehörige Album Bloom wurde am 24. Januar 2025 veröffentlicht.
Inspiration für den Namen der Band war Larkin Poe, ein Ur-Ur-Ur-Großvater der Lovells. Dieser war angeblich auch ein Cousin des amerikanischen Schriftstellers Edgar Allan Poe. Rebecca Lovell ist seit 2019 mit dem US-amerikanischen Musiker Tyler Bryant verheiratet.
Die Schwestern produzieren ihre Songs unter ihrem eigenen Label Tricki Woo Records selbst. Megan spielt die Lap-Steel-Gitarre und übernimmt den Harmoniegesang, während Rebecca Akustik- und E-Gitarre spielt und die Hauptstimme singt. Ihre Texte schreiben sie selbst.

## Diskografie

### Alben
- 2014: KIN
- 2016: Reskinned
- 2017: Peach
- 2018: Venom & Faith
- 2020: Self Made Man
- 2020: Kindred Spirits
- 2021: Paint the Roses – Live in Concert (Larkin Poe & Nu Deco Ensemble)
- 2022: Blood Harmony
- 2025: Bloom

### EPs
- 2010: Spring
- 2010: Summer
- 2010: Fall
- 2010: Winter
- 2011: Thick as Thieves